# Пачелма (смт)
Па́челма (рос. Пачелма) — селище міського типу, адміністративний центр Пачелмського району Пензенської області, Росія.
Населення — 8053 особи (2010; 8735 у 2002).